# Colin McLarty

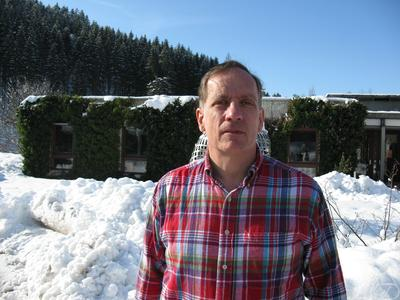
Colin McLarty (2009)

Colin McLarty (* 12. Juli 1951 in Lancaster (Pennsylvania)) ist ein US-amerikanischer mathematischer Logiker, Philosoph und Mathematikhistoriker.
McLarty studierte Mathematik am Case Institute of Technology (der späteren Case Western) mit dem Bachelor-Abschluss 1972 und Mathematik mit dem Master-Abschluss 1975 und wurde 1980 in Philosophie bei Raymond J. Nelson und Chin-Tai Kim promoviert (Things and Things in Themselves: The Logic of Reference in Leibniz, Lambert, and Kant). 1984 bis 1986 war er Lecturer an der Cleveland State University und dem Cleveland Art Institute und ab 1987 war er Professor für Philosophie an der Case Western Reserve University. Von 1996 bis 2010 stand er seiner Abteilung vor.
2002 war er Gastprofessor an der University of Notre Dame und 1995/96 Gastwissenschaftler an der Harvard University.
McLarty veröffentlichte eine Einführung in die Kategorien- und Topos-Theorie, befasste sich philosophisch mit dem kategorientheoretischen strukturellen Aufbau der Mathematik und befasste sich mathematikhistorisch mit Emmy Noether (auch über deren politisches Engagement), Richard Courant, Henri Poincaré, Alexander Grothendieck, Platon und Saunders MacLane (einem der Begründer der Kategorientheorie).
Er untersuchte die logischen Grundlagen von Andrew Wiles’ Beweis der Fermatvermutung und argumentiert, dass die Peano-Arithmetik ausreiche, also weniger als Wiles für seinen Beweis benutzte.
Er gehört dem Grothendieck Circle an, der sich dem Vermächtnis von Alexander Grothendieck widmet.
Er schrieb die Biographien von André Weil, Claude Chevalley, Jean Dieudonné, Garrett Birkhoff und Saunders MacLane (mit William Lawvere) für den New Dictionary of Scientific Biography.

## Schriften (Auswahl)
- Elementary Categories, Elementary Toposes, Oxford: Oxford University Press, 1992,  ISBN 0-19-853392-6.
- The Uses and Abuses of the History of Topos Theory, Br. J. Philos. Sci., Band 41, 1990, S.  355
- Emmy Noether’s ‘Set Theoretic’ Topology: From Dedekind to the rise of functors,  in: Jeremy Gray, José Ferreirós (Hrsg.), The Architecture of Modern Mathematics: Essays in history and philosophy, Oxford UP 2006, S. 187–208.
- Saunders Mac Lane (1909–2005): His Mathematical Life and Philosophical Works, Philosophia Mathematica, Band 13, 2005, S. 237–251
- The Last Mathematician from Hilbert’s Göttingen: Saunders Mac Lane as Philosopher of Mathematics, British Journal for the Philosophy of Science, Band 58, 2007, S. 77–112.
- ‘Mathematical platonism’ versus gathering the dead: What Socrates teaches Glaucon, Philosophia Mathematica, Band 13, 2005, S. 115–134.
- Exploring Categorical Structuralism, Philosophia Mathematica, Band 12, 2005, S.  37–53.
- What does it take to prove Fermat’s last theorem ? Grothendieck and the logic of number theory, Bulletin of Symbolic Logic, Band 16, 2010, S. 359–377